# Appomattox
Appomattox es una localidad del Condado de Appomattox, en el centro geográfico del estado estadounidense de Virginia. Según el censo de 2000 tenía una población de 1.761 habitantes y una densidad de población de 311.9 hab/km². Fue el lugar de la Batalla de Appomattox donde el general de los Estados Confederados Robert E. Lee se rindió ante el unionista Ulysses S. Grant, dando final a la Guerra Civil de los Estados Unidos en el año 1865.

## Demografía
Según el censo de 2000, había 1.761 personas, 716 hogares y 469 familias residiendo en la localidad. La densidad de población era de 311,9 hab./km². Había 767 viviendas con una densidad media de 135,8 viviendas/km². El 66,89% de los habitantes eran blancos, el 32,14% afroamericanos, el 0,28% amerindios, el 0,11% de otras razas y el 0,57% pertenecía a dos o más razas. El 0,23% de la población eran hispanos o latinos de cualquier raza.
Según el censo, de los 716 hogares en el 29,3% había menores de 18 años, el 42,7% pertenecía a parejas casadas, el 20,0% tenía a una mujer como cabeza de familia, y el 34,4% no eran familias. El 30,4% de los hogares estaba compuesto por un único individuo, y el 17,2% pertenecía a alguien mayor de 65 años viviendo solo. El tamaño promedio de los hogares era de 2,35 personas y el de las familias de 2,92.
La población estaba distribuida en un 23,9% de habitantes menores de 18 años, un 8,6% entre 18 y 24 años, un 27,4% de 25 a 44, un 20,8% de 45 a 64, y un 19,2% de 65 años o mayores. La media de edad era 39 años. Por cada 100 mujeres había 82,3 hombres. Por cada 100 mujeres de 18 años o más, había 75,2 hombres.
Los ingresos medios por hogar en la localidad eran de 24.167 dólares ($), y los ingresos medios por familia eran 29.188 $. Los hombres tenían unos ingresos medios de 26.515 $ frente a los 20.732 $ para las mujeres. La renta per cápita para la ciudad era de 14.355 $. El 18,4% de la población y el 20,9% de las familias estaban por debajo del umbral de pobreza. El 26,4% de los menores de 18 años y el 22,9% de los habitantes de 65 años o más vivían por debajo del umbral de pobreza.

## Geografía
Según la Oficina del Censo de los Estados Unidos, la localidad tiene un área total de 5,6 km², todos ellos correspondientes a tierra firme.